# 1318년

## 연호
- 원(元) 연우(延祐) 5년
- 일본(日本) 분포(文保) 2년
- 쩐 왕조(陳朝) 다이카인(大慶) 5년

## 기년
- 원(元) 인종(仁宗) 7년
- 고려(高麗) 충숙왕(忠肅王) 5년
- 쩐 왕조(陳朝) 명종(明宗) 5년

## 사건
- 고려 사심관 제도 폐지

## 탄생
- 음력 11월 22일 - 고려의 정사도(鄭思道)
- 월일 미상 - 고려의 김선치(金先致)·하을지(河乙沚), 202대 로마 교황 우르바노 6세

## 사망
- 음력 6월 21일 - 고려의 송분(宋玢)
- 월일 미상 - 고려의 홍선(洪詵)